# 水衡都尉
水衡都尉（すいこうとい）は、古代中国の前漢時代にあった官職である。
前漢の武帝の元鼎2年（紀元前115年）に初めて置かれた。秩禄は二千石（『漢書』百官公卿表上）。皇帝の所有する広大な山沢である上林苑を管理した。他に様々な職掌を持ち、その中には五銖銭の鋳造もあった。

## 属官
属官には以下のものがあった。定員2名以上の場合、かっこに入れて示した。農令と倉令はあわせて農倉令とする説もある。
- 上林令、上林丞（8名）、上林尉（12名）
- 均輸令、均輸丞（4名）
- 御羞令、御羞丞（2名）
- 禁圃令、禁圃丞、禁圃尉（2名）
- 楫櫂令、楫櫂丞
- 鍾官令、鍾官丞
- 技巧令、技巧丞
- 六厩令、六厩丞
- 弁銅令、弁銅丞
- 衡官長、衡官丞
- 水司空長、水司空丞
- 都水長、都水丞（3名）
- 農長、農丞
- 倉長、倉丞
- 甘泉上林長、甘泉上林丞（4名）
- 甘泉都水長、甘泉都水丞

成帝の時に技巧、六厩は廃止された。王莽の時（新）には改称して予虞と称した。後漢になると廃止され職務は少府が引き継いだ（『続漢書』百官志）。